# Ondřej Brett
Ondřej Brett (* 8. března 1987 Česká Lípa) je český herec.
Absolvoval gymnázium v Liberci a v roce 2010 vystudoval činoherní herectví na Divadelní fakultě Janáčkovy akademie múzických umění v Brně. Po absolutoriu působil v Divadle Šumperk. V roce 2011 získal angažmá v Divadle Petra Bezruče v Ostravě. Pozornost na sebe upoutal například v roli Toma v inscenaci Můj romantický příběh, Valena v inscenaci Osiřelý západ, nebo jako Ivan v Bratrech Karamazových. Spolupracuje s Divadlem Mír (inscenace Bůh masakru), s Národním divadlem moravskoslezským (inscenace Něco v ní je, Smrtihlav, Habaďůra, či Nanebevstoupení Lojzíka Lapáčka ze Slezské Ostravy) a s Českou televizí (seriál Stíny v mlze, či dětský pořad Už tam budem?)

## Divadelní role
- Richard III. / Hrabě Rivers
- Škola základ života / Daniel Boukal, básník a estét
- Úklady a láska / Dvorní maršálek von Kalb
- Nahniličko / Andy
- Tři mušketýři / Divadelní kritik / kardinál Richelieu
- Kazimír a karolína / Speer
- Osiřelý západ / Valen
- Klub outsiderů / Gerhard
- Scapinova šibalství / Oktáv
- Taky fajny synek / Egon / sbor teplých havířů
- Petrolejové lampy / Xaver / čert
- Můj romantický příběh / Tom
- Revizor / Ivan Kuzmič Špekin
- Pěna dní / Colin
- Správkař / Bibikov (vyšetřující soudce)
- Zkrocení zlé ženy / Grumio
- Figarova svatba / Figaro, rozporuplný sympaťák
- Maxipes Fík / Tatínek, Sousedka, Cirkusák
- Na větrné hůrce / Edgar Linton, Linton Heathcliff
- Bluesmeni / 16A8, Bud Bister, nar. zřejmě 8. 3. 1887 v Dawson City, zemřel někdy v zimě 1901 pod drápy grizzlyho v Whitewoodu
- Láska, vole / Etién (zpěvák)
- Pestré vrstvy / Luděk
- Romeo a Julie / Tybalt
- Divoká kachna / Molvik, zběhlý teolog
- Lakomec / LA FLECHE (Blesk), Cleantův sluha

## Filmografie
- 2009 – Setkání (studentský film)
- 2010 – Ach, ty vraždy! (TV seriál, ČR)
- 2011 – Znamení koně (TV seriál, ČR)
- 2011 – Guláš (studentský film)
- 2011 – Amore Mia (studentský film)
- 2013 – Isabel
- 2013 – Pestré vrstvy (TV film)
- 2014 – Kriminálka Anděl (TV seriál, ČR)
- 2016 – Rozsudek (TV seriál, ČR)
- 2022 – Stíny v mlze (TV seriál, ČR)[4]
- 2022 – Už tam budem? (Dětský pořad, ČR)